# Jai Young Park
Jai Young Park (* 1957 in Seoul, Südkorea) ist ein deutscher Künstler südkoreanischer Herkunft.

## Werdegang
Der 1966 aus seinem Heimatland Südkorea nach München übergesiedelte Park studierte von 1979 bis 1984 (bei Hans Baschang) Malerei an der Akademie der Bildenden Künste München. Zwischenzeitlich studierte er an der Hong-lk Universität in seiner Geburtsstadt von 1985 bis 1986 Östliche Malerei, Philosophie und Kunstgeschichte (Meisterkurs), bevor er sich ab 1989 für längere Zeit in New York City und Providence aufhielt. Von 1998 bis 2004 war er Professor für Plastik und Multimedia an der Staatlichen Hochschule für Gestaltung Karlsruhe am ZKM.

## Ausstellungen
- 1983: Erste Einzelausstellung in der Galerie am Promenadeplatz, München
- 1984: Einzelausstellung im Walker Hill Art Center, Seoul, Korea
- 1991: Malerei – Städtische Galerie Regensburg
- 1993: „Exterieur“, eine Bildinstallation auf dem Toulonplatz, Reiß-Museum, Mannheim
- 1993: Projekt „... und die Formen wachsen im Spiegel zu einem Bild ...“, Orangerie, Englischer Garten (München)
- 1995: „Visions Across The Paddyfield“, ein Projekt auf einem Reisfeld in Pangyo (Korea)
- 1996: „Der Ort der Bilder“, eine Installation im Haus der Kulturen der Welt, Berlin

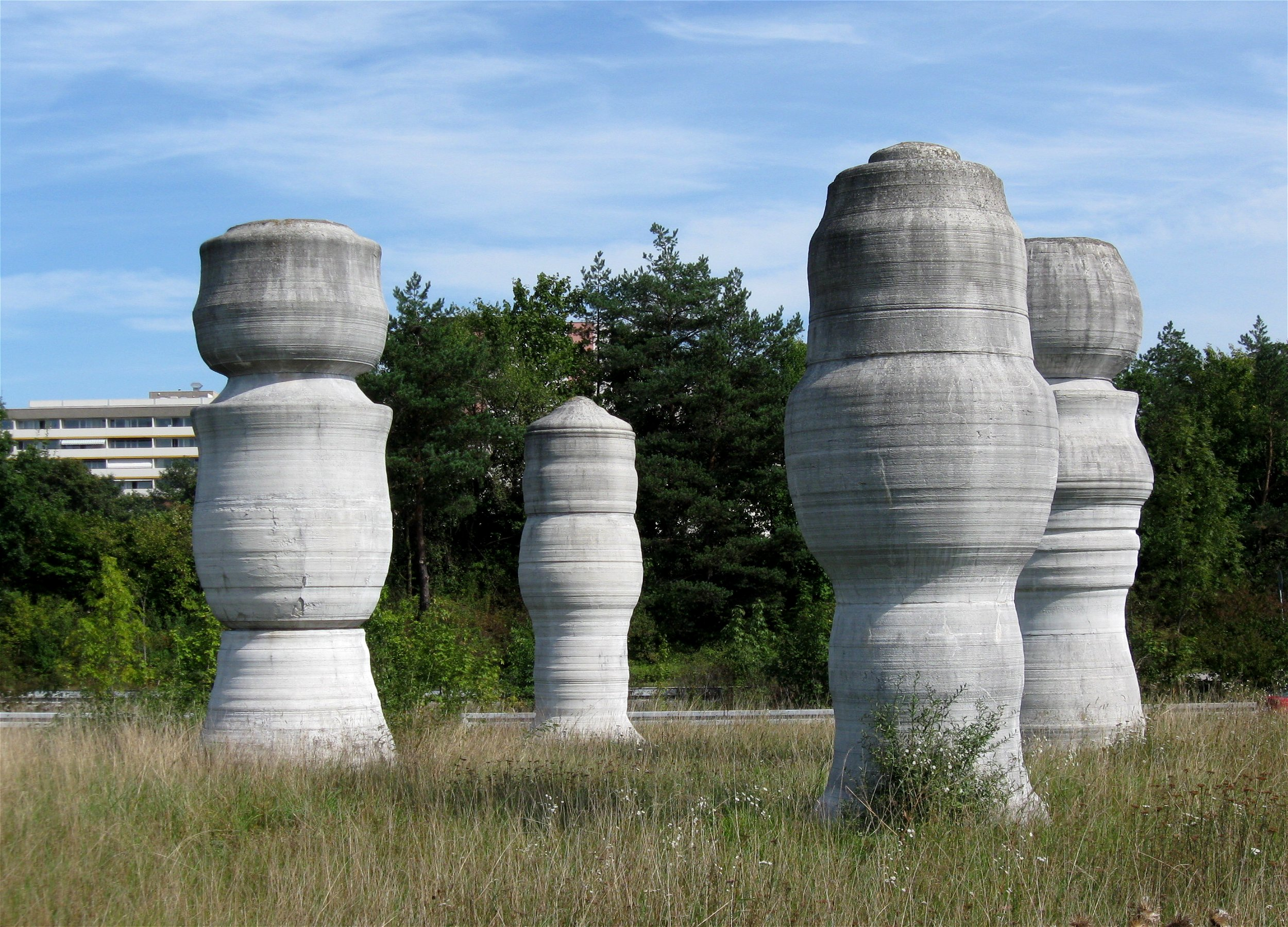
"Nur der Mensch ist der Ort der Bilder", 1998, München-Neuperlach

- 1998: „Nur der Mensch ist der Ort der Bilder, Kunst im öffentlichen Raum“, eine Figurenformation auf der Kunst-Plattform, München
- 1999: „Transition“, Entwurf eines Medienzentrums in Amersfoort mit Markus Grob
- 1999: „Music’n Motion“, ein Konzert im Kubus des Zentrum für Kunst und Medientechnologie mit Markus Grob
- 1999: „Hydra, der mediatisierte Blick gebiert immer neue Ungeheuer“, eine mediale Installation, Stiftung DKM, Duisburg
- 2000: „Las Meninas“, eine Bild-Montage-Übertragung, Hans Belting in einem Studio der Hochschule in Karlsruhe ist in einem Bild zu sehen, welches im Museo del Prado hängt. Hierbei wird das Bild dem Publikum im Sejong Cultural Center in Seoul in einem live Interview erklärt.
- 2000: „Nur der Mensch ist der Ort der Bilder“, Ständlerstraße, München[2]
- 2001: Columns for EPO, mediale Bildinstallation, Europäisches Patentamt, München.
- 2001: „Limelight“ Lichter der Großstadt, eine Ausstellung mit dem Architekten Sebastian Knorr, Europäisches Patentamt, München
- 2002: Malerei – Mythos Europa, Galerie Rottluff, Karlsruhe
- 2003: „I’m in the Garden“, eine Bildinstallation, Maximiliansforum München

## Ehrungen und Auszeichnungen
- 1984: Debütantenpreis der Akademie der Bildenden Künste, München
- 1987: Förderkoje der Art Cologne, Köln
- 1988: Förderpreis des Bayerischen Staates für Bildende Kunst.
- 1997: Förderpreis für Bildende Kunst der Landeshauptstadt München